# Diocesi di Reval

Mappa della Livonia nel 1260 e, a nord, della diocesi di Reval nel Ducato di Estonia.

La diocesi di Reval (in latino Dioecesis Revaliensis) è una sede soppressa della Chiesa cattolica.

## Territorio
La diocesi si estendeva nella regione settentrionale dell'odierna Estonia.
Sede vescovile era la città di Reval, la moderna Tallinn, dove fungeva da cattedrale la chiesa di Santa Maria.

## Storia
La diocesi fu eretta nella prima metà del XIII secolo in seguito alla crociata indetta dal re di Danimarca Valdemaro II e dall'arcivescovo di Lund Andrea contro i popoli baltici, per indurli a convertirsi al cristianesimo. In questa occasione furono erette altre due diocesi, quella di Leal, in seguito denominata Dorpat, e quella di Wierland, che ebbe vita breve.
In una lettera al legato apostolico in Prussia Guglielmo di Modena del 22 marzo 1236 papa Gregorio IX confermò che le diocesi di Leal, Wierland e Reval dovessero essere suffraganee dell'arcidiocesi di Lund.
Reval divenne il centro principale e la capitale del Ducato danese di Estonia, che sopravvisse fino al 1346, quando quelle terre passarono sotto il controllo dello Stato Monastico dei Cavalieri Teutonici. In questa occasione la diocesi di Reval entrò a far parte della provincia ecclesiastica dell'arcidiocesi di Riga.
L'ultimo vescovo in comunione con la Santa Sede fu Friedrich von Ampten.
Dal 26 settembre 2024 la città di Tallinn, nuovo nome della città di Reval dopo la prima guerra mondiale, è sede della diocesi di Tallinn, già amministrazione apostolica di Estonia dal 1924.

## Cronotassi dei vescovi
- Wesselin † (1218 - 4 aprile 1240 deceduto)
- Thorkill † (circa 1240 - 14 ottobre 1260 deceduto)
- Thrugot † (13 settembre 1263 - 2 luglio 1279 deceduto)
- Johann † (1279 - 25 giugno 1294 deceduto)
  - Johann Tristivere † (circa 1297 - ? deceduto) (vescovo eletto)
- Heinrich, O.F.M. † (20 aprile 1298 - 25 aprile 1315 deceduto)
- Otto, O.T. † (? - 23 dicembre 1323 nominato vescovo di Chełmno)
- Olav von Roskilde† (23 dicembre 1323 - 20 settembre 1346 ? deceduto)
- Ludwig von Münster, O.T. † (16 luglio 1352 - 29 settembre 1381 deceduto)
- Jakob † (menzionato prima del 10 giugno 1388)
- Johann Rekeling † (10 marzo 1390 - 1398 deceduto)
  - Sede vacante (1398-1403)
- Dietrich Theodor Tolke † (2 luglio 1403 - ? deceduto)
- Johann von Aken, O.T. † (3 agosto 1405 - 20 febbraio 1418 deceduto)
- Arnold Stoltevoet † (18 aprile 1418 - 1419 deceduto)
- Heinrich Uexküll † (20 novembre 1419 - 10 gennaio 1457 deceduto)
- Everhard Kalle † (16 marzo 1457 - 13 marzo 1475 deceduto)
- Iwan Stoltevoet † (5 luglio 1475 - 1477 deceduto)
- Simon von der Borch † (16 giugno 1477 - 22 ottobre 1492 deceduto)
- Nikolaus Roddendorp † (6 marzo 1493 - prima del 10 febbraio 1509 deceduto)
- Gottschalk Hagen † (4 maggio 1509 - dopo il 23 marzo 1513 deceduto)
- Christian Czernekow † (6 febbraio 1514 - prima del 30 ottobre 1514 deceduto)
- Johann Blankenfeld † (30 ottobre 1514 - 29 giugno 1524 nominato arcivescovo di Riga)[4]
- Georg von Tiesenhausen † (21 luglio 1525 - 12 ottobre 1530 deceduto)[5]
- Johann Roterd † (30 agosto 1531 - dopo il 20 febbraio 1534 deceduto)
- Arnold Annebat † (1º settembre 1536 - 1550 ? deceduto)
- Friedrich von Ampten † (22 marzo 1553 - 1557)